# Отавиано Мария Сфорца
Отавиано Мария Сфорца (на италиански: Ottaviano Maria Sforza; * 30 април 1458, Асти или Милано, Миланско херцогство; † 25 май 1477, Ада, Италия) от фамилията Сфорца, е граф на Лугано.

## Произход
Той е най-малкото дете на Франческо I Сфорца (* 1401, † 1466), херцог на Милано от 1450 г., и на втората му съпруга Бианка Мария Висконти (* 1424, † 1468) – единствена дъщеря и наследница на Филипо Мария Висконти – херцог на Милано. Има петима братя (двама от които – херцози на Милано) и две сестри:
- Галеацо Мария Сфорца (* 24 януари 1444, † 26 декември 1476), 5-и херцог на Милано (1466 – 1476), от 6 юли 1468 г. съпруг на Бона Савойска
- Иполита Мария Сфорца (* 18 април 1445, † 19 август 1488), херцогиня-консорт на Калабрия, от 10 октомври 1465 г. съпруга на Алфонсо II Арагонски, крал на Неапол
- Филипо Мария Сфорца (* 22 декември 1449, † 1 октомври 1492), граф на Корсика и на Павия, граф на Бари, съпруг на Констанца Сфорца, дъщеря на Бозио I Сфорца
- Сфорца Мария Сфорца (* 18 август 1451, † 28 юли 1479), херцог на Бари, от 1465 г. съпруг на Елеонора Арагонска
- Лудовико Мария Сфорца „Мавърът“ (* 27 юли 1451 или 3 август 1452, † 1508), 7-и херцог на Милано (1494 – 1499), от 17 януари 1491 г. съпруг на Беатриче д’Есте
- Асканио Мария Сфорца (* 3 март 1455, † 28 май 1505), епископ на Павия, кардинал (от 1484 г.)
- Елизабета Мария Сфорца (* 10 юни 1456, † 1 септември 1472), маркграфиня-консорт на Монферат, от 8 юли 1469 г. съпруга на Вилхелм VIII, маркграф на Монтферат

Има една полусестра от първия брак на баща ѝ и 35 полубратя и полусестри от извънбрачните му връзки.

## Биография
Отавиано губи баща си през 1466 г., на 8-годишна възраст, и управлението на херцогството минава у най-големия му брат Галеацо Мария Сфорца. Последният, след смъртта на майка им (може отровена от него) през 1468 г., се жени за Бона Савойска, от която има четири деца, най-голямото от които е Джан Галеацо. Политиката на новия херцог, съветван от секретаря на баща му Чико Симонета е насочена към укрепване на съюзите с Флоренция. Тя не се хареса на миланските гибелини, свързани с арагонците, и на братята му, които впоследствие са прогонени от Милано.
Смъртта на Галеацо през 1476 г. (който е наследен от сина си Джан Галеацо) води до борба за власт между регентката майка – херцогиня Бона и нейните шуреи Лудовико „Мавърът“, Сфорца Мария, Асканио Мария и Отавиано. Първоначално надделява Бона, която разчита на мъдрите съвети на Чико Симонета, докато братята Сфорца се организират военно с помощта на кондотиера Роберто ди Сан Северино – племенник на Франческо Сфорца (като син на сестра му Елиза Сфорца).
Докато братята му в крайна сметка се показват, поне на външен вид, разкаяни и покорни, младият Отавиано вместо това желае да продължи битката и тръгва да събере армия, която да изпрати срещу Бона. Въпреки това, когато пристига в Риволта, пред река Ада, той иска да премине реката, въпреки че е пълноводна, но течението надделява и графът се удавя на 19-годишна възраст.